# 日本网球协会
日本网球协会（日语：日本テニス協会，简称JTA）是日本职业和业余网球运动的管理机构。该协会成立于1922年，并于1923年获得国际草地网球联合会（现为国际网球联合会）的认可，是亚洲历史最悠久的体育组织之一。
日本网球协会负责管理所有日本国家网球代表队，包括日本戴维斯杯代表队、日本比利·简·金杯队、日本霍普曼杯代表队以及青少年代表队。日本网球协会还负责组织和主办日本国内的网球赛事，并安排国际赛事的主场比赛。

## 历史
日本网球协会成立于1922年，当时名为日本庭球協会，是一个志愿组织。1980年，该协会更名为日本网球协会（財団法人日本テニス協会）。1923年，国际草地网球联合会（当时的国际网球管理机构）承认了日本网球协会。美国草地网球协会（现美国网球协会）在日本网球协会的成立过程中发挥了重要作用，时任美国网球协会主席和网球推广人朱利安·米里克支持日本网球协会加入国际草地网球联合会。

## 主办赛事
- 日本网球公开赛
- 日本女子网球公开赛
- 日本网球锦标赛
- 日本网球联赛
- 全日本城市间网球锦标赛
- 全国女子网球锦标赛
- 全日本室内网球锦标赛